# Інтерактивний журнал
Інтерактивний журнал — журнал, який взаємодіє з користувачем за допомогою сенсорного екрану. Дає можливість передачі фото-, відео- і аудіовмісту, переходу за посиланнями і взаємодії з соціальними мережами. Був розроблений для користувачів планшетних мобільних пристроїв на базі операційних систем iOS і Android.
Перший у світі інтерактивний журнал випущений в 2010 році для користувачів iPad, був Time, на обкладинці якого було вміщено портрет Стіва Джобса. Даний журнал був реалізований на платформі, спеціально розробленій компанією Adobe — Digital Publishing Suite [Архівовано 20 травня 2014 у Wayback Machine.].
Подія стала знаменною для всіх трьох компаній, які брали участь у проекті (редакція журналу Time, Adobe і Apple).
Приклад інтерактивного журналу Time наших днів — посилання.
Зараз інтерактивні публікації доступні користувачам, переважно, iPad, планшетів на базі OC Android і Amazon. Поширення відбувається, переважно, через AppStore і PlayMarket.
більш 1200 публикаций по всьому світу виходить в інтерактивному форматі.
Створюються дані журнали переважно за допомогою інструментів програми Adobe InDesign и сервиса Adobe — Digital Publishing Suite [Архівовано 20 травня 2014 у Wayback Machine.].
Першим Російським сервісом для публікації інтерактивних журналів стала платформа Napoleonit Publisher, випустивши однойменну платформу в 2011 році. Через дану платформу публікуються такі видання як РБК, Хакер, Свой Бизнес, Cosmopolitan Russia, Esquire Russia, Men's Health Russia, Натали Украина, World Economic Journal USA, Burda Russia, Популярная Механика, National Geographic Russia, Harvard Business Review Russia, Yoga Journal Russia і ще понад 200 журналів по всьому світу.

## Бізнес-модель
Багато інтернет-журналів, що представляють загальний інтерес, надають вільний доступ до всіх аспектів їхнього онлайн-контенту, хоча деякі видавці вирішили вимагати абонентську плату за доступ до преміальної онлайн-статті та / або мультимедійного вмісту. Інтернет-журнали можуть генерувати дохід на основі орієнтованих пошукових оголошень відвідувачам вебсайтів, банерних оголошень (онлайнова рекламна реклама), приналежностей до роздрібних вебсайтів, рекламних оголошень, можливостей придбання продуктів, посилань на каталог рекламодавців або альтернативних інформаційних / комерційних цілей.
Оригінальні онлайн-журнали, електронні журнали та дискові журнали, завдяки своїй низькій вартості та початковим не-основним цілям, можна розглядати як руйнівну технологію для традиційних видавництв. Висока вартість друкованого видання та велика аудиторія Інтернету заохочувала цих видавців прийняти Всесвітню павутину як систему маркетингу та доставки контенту та інше середовище для доставки повідомлень своїх рекламодавців.

## Розвиток
Наприкінці 1990-х років видавці електронних журналів почали адаптуватися до інтерактивних та інформативних якостей Інтернету, а не просто дублювати друковані журнали в Інтернеті. Видавці традиційних назв друкованих видань і підприємці, які бачать потенційну читацьку аудиторію, почали видавати онлайн-видання. Salon.com, заснований у липні 1995 року Девідом Талботом, був запущений зі значним обсягом медіа-експозиції, і сьогодні він повідомляє про 5,8 мільйонів унікальних відвідувачів щомісяця. У 2000-х роках деякі вебжурнали почали з'являтися в друкованому форматі, щоб доповнити їхні онлайн-версії.

## Суміжні теми
- Нові Медіа
- Журнал
- Цифрова риторика
- Старі медіа
- Антропологія медіа